# William F. L. Hadley
William Flavius Lester Hadley (* 15. Juni 1847 bei Collinsville, Illinois; † 25. April 1901 in Riverside, Kalifornien) war ein US-amerikanischer Politiker. Zwischen 1895 und 1897 vertrat er den Bundesstaat Illinois im US-Repräsentantenhaus.

## Werdegang
William Hadley besuchte die öffentlichen Schulen seiner Heimat und danach bis 1867 das McKendree College in Lebanon. Nach einem anschließenden Jurastudium an der University of Michigan in Ann Arbor und seiner 1871 erfolgten Zulassung als Rechtsanwalt begann er in Edwardsville in diesem Beruf zu arbeiten. Gleichzeitig schlug er als Mitglied der Republikanischen Partei eine politische Laufbahn ein. Im Jahr 1886 wurde er in den Senat von Illinois gewählt; im Juni 1888 war er Delegierter zur Republican National Convention in Chicago, auf der Benjamin Harrison als Präsidentschaftskandidat nominiert wurde. 
Nach dem Tod des Abgeordneten Frederick Remann wurde Hadley bei der fälligen Nachwahl für den 18. Sitz von Illinois als dessen Nachfolger in das US-Repräsentantenhaus in Washington, D.C. gewählt, wo er am 2. Dezember 1895 sein neues Mandat antrat. Da er im Jahr 1896 nicht bestätigt wurde, konnte er bis zum 3. März 1897 nur die laufende Legislaturperiode im Kongress beenden. Nach dem Ende seiner Zeit im US-Repräsentantenhaus arbeitete William Hadley im Bankgewerbe. Er starb am 25. April 1901 in Riverside und wurde in Edwardsville beigesetzt.